# گروه عملیات ویژه سوئد
گروه عملیات ویژه سوئد (انگلیسی: Särskilda operationsgruppen) یگان نیروهای ویژه زیرمجموعه نیروهای مسلح سوئد و تحت امر فرمانده عالی نیروهای مسلح سوئد است، که در سال ۲۰۱۱ تأسیس شد.